# Hypocirrus lineatus
Hypocirrus lineatus är en ringmaskart som beskrevs av Giard 1913. Hypocirrus lineatus ingår i släktet Hypocirrus och familjen Phyllodocidae. Inga underarter finns listade i Catalogue of Life.